# Georgia en los Juegos Europeos de Cracovia 2023
Georgia participó en los Juegos Europeos de Cracovia 2023 con un equipo de 96 deportistas. Responsable del equipo nacional fue el Comité Olímpico Nacional Georgiano.

## Medallistas
El equipo de Georgia obtuvo las siguientes medallas:
| Nombre | Deporte    | Competición           |
| --- | ---------- | --------------------- |
| Oro |            |                       |
| Sandro Bazadze | Esgrima    | Sable individual M    |
| Lasha Bekauri Beka Gviniashvili Lasha Shavdatuashvili Guram Tushishvili Guela Zaalishvili Eter Askilashvili Eteri Liparteliani Sopio Somjishvili | Judo       | Mixto                 |
| Luka Shoniya | Kickboxing | Full contact –75 kg M |
| Zurab Kintsurashvili | Taekwondo  | –74 kg M              |
| Plata |            |                       |
| Lasha Guruli | Boxeo      | Ligero (63,5 kg) M    |
| Zaza Nadiradze | Piragüismo | C1 200 m M            |
| Bronce |            |                       |
| Goguita Arkania | Karate     | Kumite +84 kg M       |
| Zurab Ivaniadze | Kickboxing | Full contact –86 kg M |
| Elene Loladze | Muay thai  | –54 kg F              |